# M/S Juno
M/S Juno är ett svenskt passagerarfartyg, som byggdes 1874 som S/S Juno på Motala Verkstad i Motala till Motala Ströms Ångfartygs AB. Hon trafikerar sträckan Göteborg–Stockholm på Göta kanal med hemmahamn i Göteborg och är världens äldsta registrerade fartyg med övernattningsmöjligheter. M/S Juno blev kulturminnesförklarat 2004.
Junos skrov är av järn. Hon var systerfartyg till Venus som byggdes ett år tidigare och fick sitt namn efter den romerska mytologins högsta gudinna som även var äktenskapets och moderskapets beskyddarinna.
De två systerfartygen var avsedda att döpas till Darwin efter den engelske naturforskaren respektive Thiers efter den franske presidenten. Avsikten med namnvalen kan ha varit att attrahera utländska resenärer. Då inte alla aktieägare var överens i namnfrågan, fattades beslut om namnen Juno och Venus. Därefter fick ytterligare några av rederiets fartyg namn efter den romerska mytologin.
Skrovet var ursprungligen svartmålat med en vit rand upptill. Ventilerna längs skroven var fyrkantiga, kanske ett arv efter rederiets första fartyg Motalaström. Fartyget hade ursprungligen endast en passagerarhytt som var belägen på övre däck. Juno var ursprungligen utrustad med en tvåcylindrig kompoundångmaskin, maskin nr 294, om 60 nom hk (240 ind hk) tillverkad vid Motala Verkstad i Motala. Denna gav fartyget en hastighet av nio knop.

## Junoi årtal
- 1872 – Juno beställdes av Motala Ströms Ångfartygs Aktie Bolag. Kontrakterad byggkostnad var 115 000 rdr rmt.
- 1874 – Juno levererades till rederiet. Hon sattes i trafik på linjen Stockholm-Göteborg och mellanliggande hamnar längs Göta kanal.
- 1875 – Maskineriet flyttades föröver i skrovet.
- 1877 – Under åren 1874–1876 var rederiets ekonomiska situation ansträngd. Rörelsen expanderade alltför snabbt. För att öka trafikunderlaget sattes Juno 1877 i trafik på Vänern där hon trafikerade hamnarna Karlstad, Kristinehamn, Mariestad, Lidköping, Hällekis och Sjötorp. I Sjötorp utväxlades gods och passagerare med andra fartyg som anlände från Stockholm och Göteborg. Då hamnavgifterna i Sjötorp betraktades som höga användes under en tid Bromö som utväxlingshamn.
- 1880 – Under 1880 gjorde Juno tre turer/vecka under den ljusa årstiden och två turer/vecka under den mörka årstiden för Fredrikshald-Sunnanå järnväg eller Dalslandsbanan på Sunnanå hamn.
- 1882 – Juno utsträckte sina turer till Göteborg.
- 1885 – Juno sattes åter i trafik på linjen Stockholm-Göteborg och mellanliggande hamnar längs Göta kanal.
- 1889 – Rederiet bytte namn till Ångfartygs Aktiebolaget Göta Kanal.
- 1893 – Ny ångpanna installerades, förändringar av maskineri och fartyg.
- 1905 – Vintern 1904–1905. Fartyget genomgick omfattande ombyggnader vid Motala Verkstads varv på Beckholmen i Stockholm. Fartyget gavs rakare skrovsidor med runda ventiler och ett större däckshus med bland annat matsal. Fartyget fick 42 kojplatser.
- 1918 – Rederiets aktiemajoritet köptes av ett konsortium med Ångfartygs AB Tirfing och Stockholms Rederi AB Svea som främsta aktörer.
- 1919 – Fartyget fick Göteborg som hemmahamn.
- 1931 – Den 3 juni. På väg österut vid Söderköping. Maskinpersonalen missuppfattade signalen från maskintelegrafen och Juno fortsatte med fart fram istället för att slå back vid ingång i Söderköpings sluss. Fartyget sprängde slussens nedre portpar och sköljdes ut i den nedanför liggande kanaldelen. Fartyget fick inga skador.
- 1940 – Som följd av andra världskriget var fartyget upplagt 1940–1945.
- 1947 – Stockholms Rederi AB Svea överlät sitt aktieinnehav till ett nybildat konsortium.
- 1955 – Efter säsongens slut utdömdes ångpannan vid inspektion.
- 1956 – Ångmaskinen byttes ut mot två st Volvo Penta TMD 100 dieselmotorer om sammanlagt 420 hk. Dessa gav fartyget en fart av 10 knop.
- 1956 – Några veckor under hösten var Juno insatt i trafik på linjen Strömstad-Tønsberg, Norge. Sattes därefter åter i trafik på Göta kanal.
- 1957 – Februari. Fartyget köptes av Lidköpings Bogserbåts AB som 1 april bytte namn till Rederi AB Göta Kanal.
- 1961 – Då passagerartrafiken krävde en utökning av passagerarutrymmena ombord byggdes Juno om vid Karlstads Mekaniska Werkstad. Fartyget förbyggdes (däckshuset förlängdes föröver) och masten med lastbom på fördäcket togs bort. En mindre mast monterades över styrhytten.
- 1986 – Rederiet bytte namn till Canalroute AB i Lidköping.
- 1994 – Fartyget övertogs av Rederi AB Astrea i Göteborg. Fartyget ägdes av Rederi AB Astrea medan fartygets drift, personal och övrig verksamhet låg hos ett annat bolag.
- 2001 – Januari. Rederi AB Astrea övertogs av Strömma Turism & Sjöfart i Göteborg.
- 2002 – Maj. Matsalen byggdes om vid Tjörnvarvet i Rönnäng.
- 2006 – Den 26 maj vid 09-tiden på väg mot Göteborg. Juno gick i hård vind på grund vid Göta, Lilla Edet. Fartyget fastnade i leran med nio graders slagsida. Ombord fanns 34 passagerare och 12 besättningsmän. Passagerarna evakuerades av andra båtar och kördes till Göteborg med buss. Efter några timmar drogs Juno loss av bogserbåten Lars och dykare kunde konstatera att fartyget inte fått några skador. Vid 17-tiden fortsatte Juno för egen maskin till Göteborg. Inga personer skadades.
- 2009 – Hela maskinrummet från 1956 byttes ut mot moderna dieslar från Volvo. Skorstenen från 1950-talet byttes mot en ny i klassisk stil.
- 2023 – Fördäcket byts ut efter att det varit i så dåligt skick att överbyggnaden riskerat att rasa ned i fartyget. Det nya fördäcket är i plast med ett tunt lager oregon pine ovanpå.
- 2024 – 1 juni. Fartyget går på grund i Motalaviken och samtliga passagerare evakueras.[1][2] Dagen före hade vid Karlsborg en mindre brand brutit ut i motorrummet.[3]

## Bildgalleri

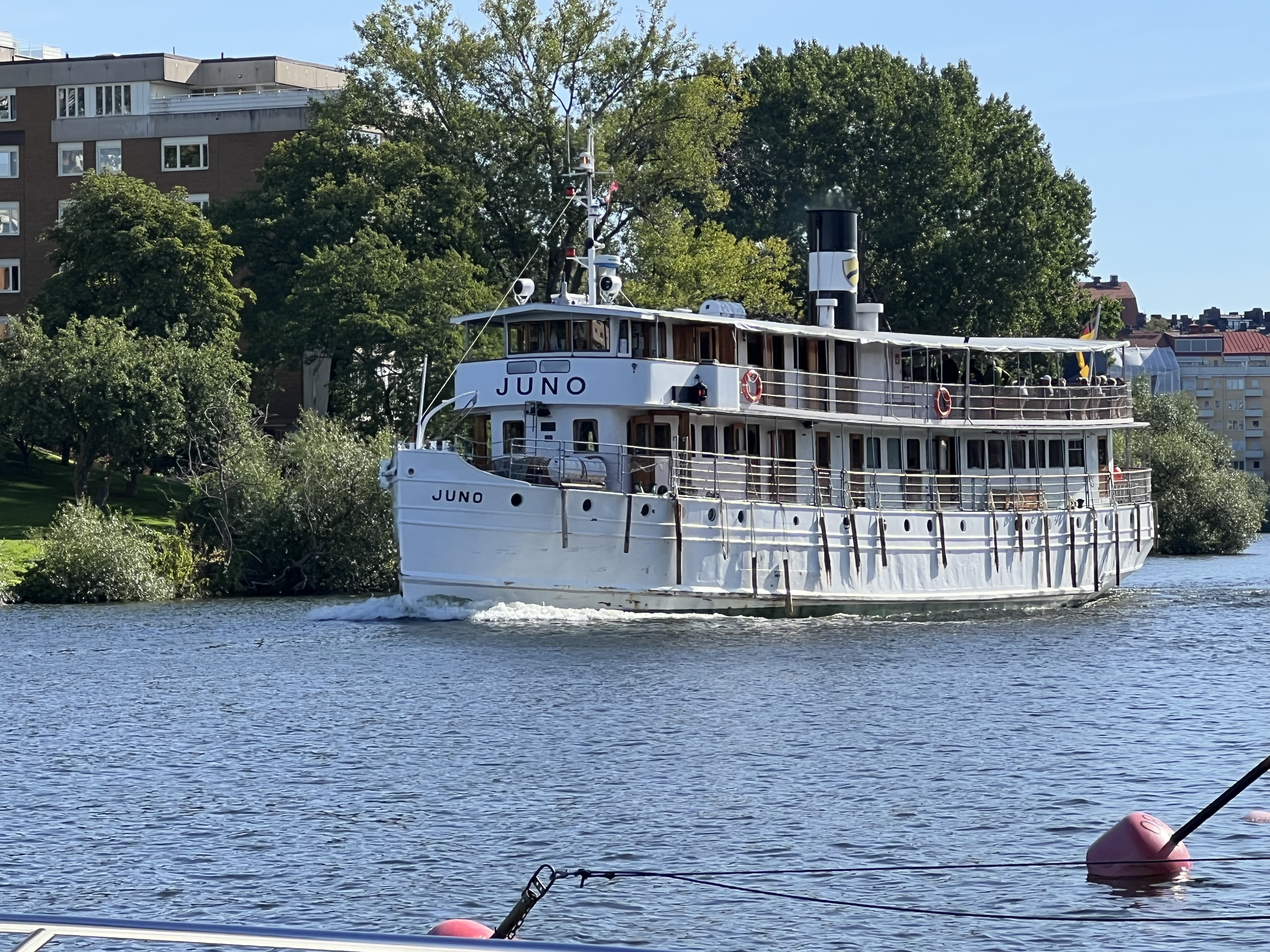
M/S Juno i Liljeholmsviken utanför Reimersholme, sedd från Gröndals båtklubb, 2023.
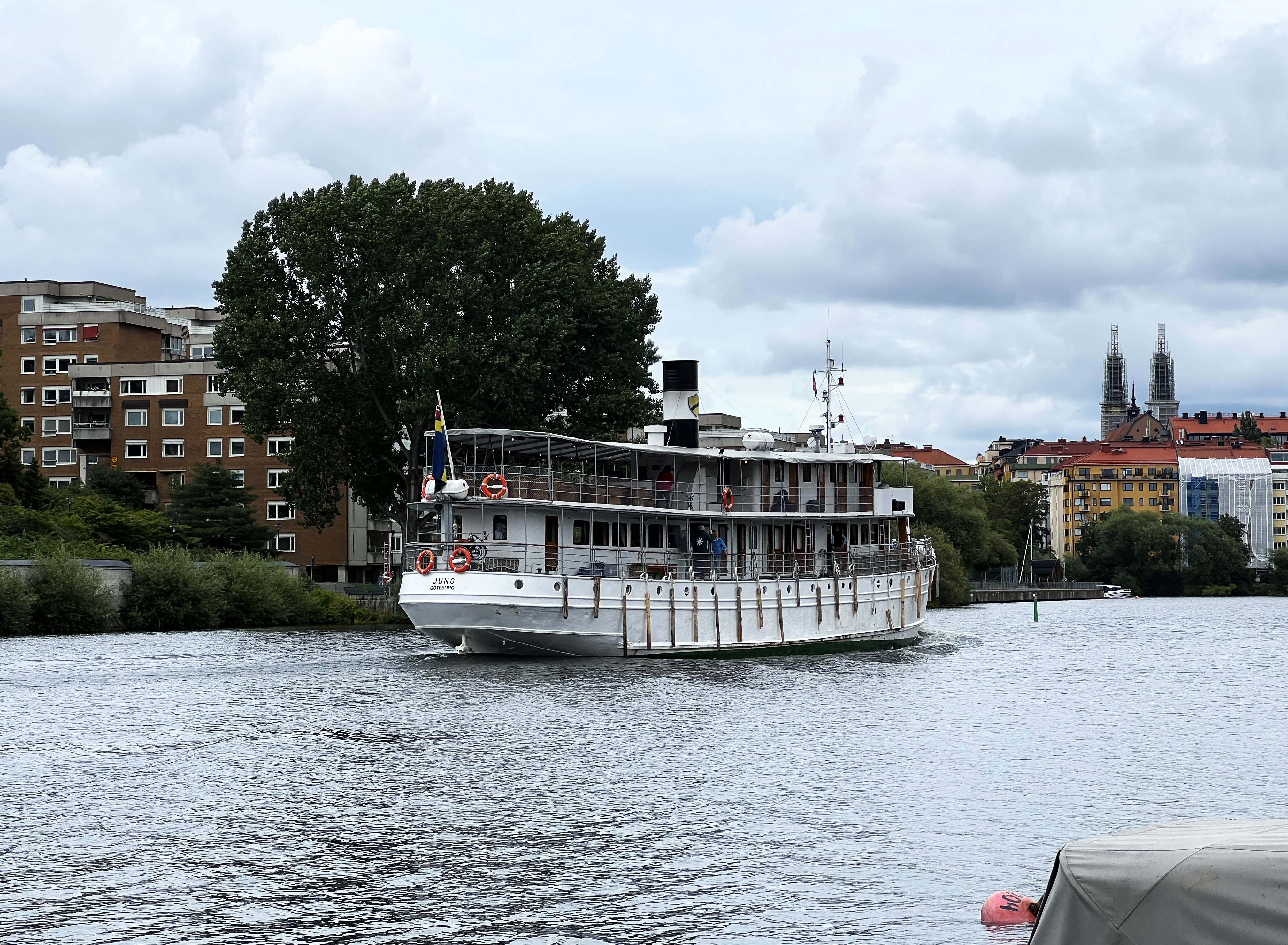
M/S Juno i Liljeholmsviken, sedd akterifrån. I fonden skymtar Högalidskyrkan på Södermalm, 2023.
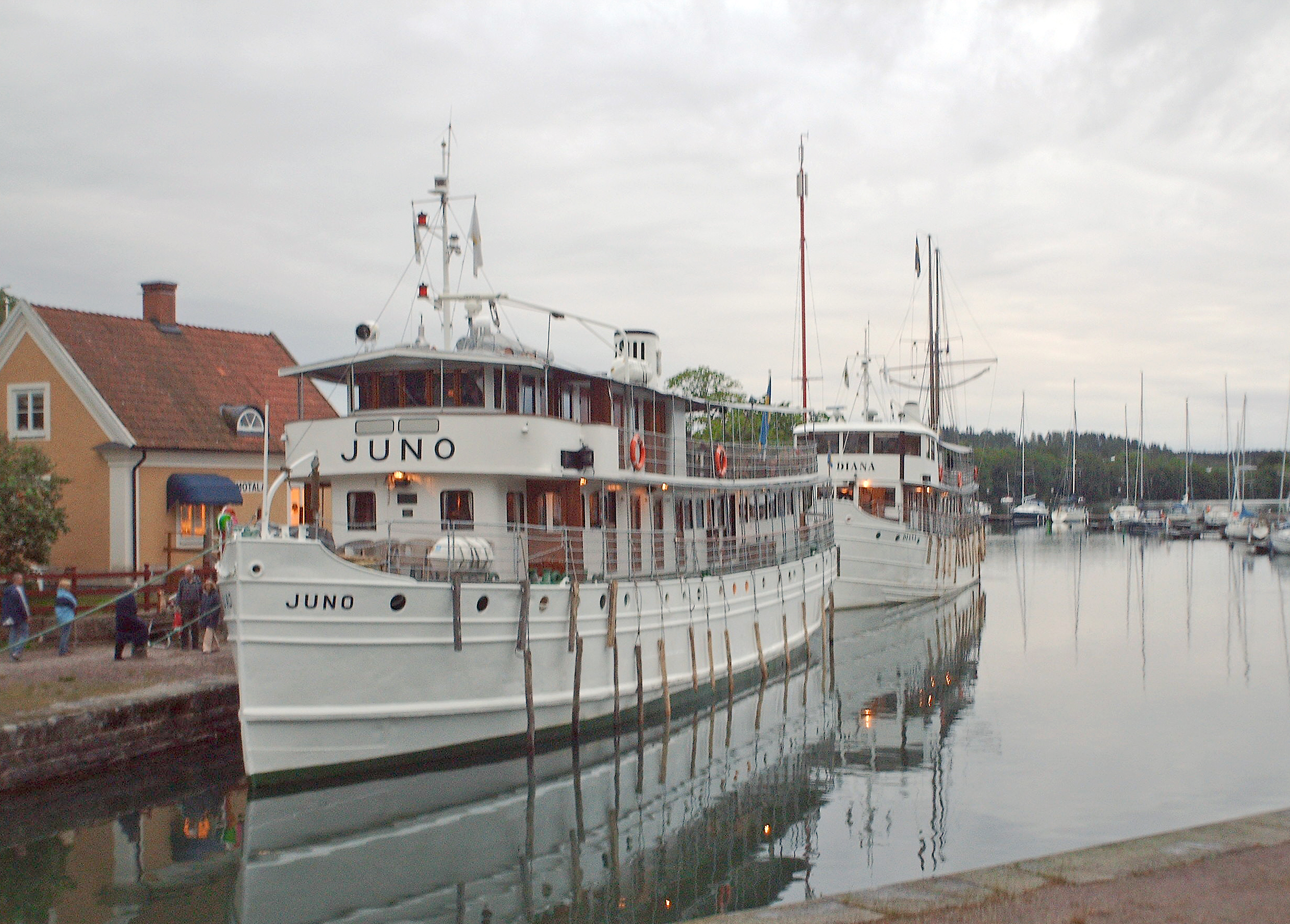
M/S Juno och M/S Diana i hamnen i Motala, 2007.